# Hylopetes lepidus
Lo scoiattolo volante dalle guance grigie (Hylopetes lepidus Horsfield, 1822) è uno scoiattolo volante originario del Sud-est asiatico.

## Descrizione
Il corpo dello scoiattolo volante dalle guance grigie misura 11,7-13,5 cm di lunghezza e la coda è lunga 11,8–12 cm. Ha regioni superiori di colore nerastro o grigio-marrone scuro, con screziature color ruggine, specialmente lungo la linea mediana; le regioni inferiori sono bianche o bianco-camoscio, con sottopelo grigio. Il patagio presenta una sottile linea bianca lungo il margine. La coda, sottile alla base, poi più larga e nuovamente sottile all'estremità, è di colore grigio-brunastro o nero. Le guance sono grigie e presso la base della coda vi sono due macchie di colore giallo-arancio. Questo animale è molto simile allo scoiattolo volante di Jentink (Hylopetes platyurus), dal quale si differenzia proprio per le suddette macchie alla base della coda, che in H. platyurus sono grigie.

## Distribuzione e habitat
Lo scoiattolo volante dalle guance grigie vive nelle foreste pluviali di Giava e delle regioni settentrionali del Borneo.

## Biologia
Come quasi tutti gli scoiattoli volanti è arboricolo e notturno; costruisce il proprio nido tra i palmizi o nei gusci delle noci di cocco, e va appositamente alla ricerca di quelle noci che siano state forate in precedenza da altri scoiattoli, e si siano pertanto essiccate. Si nutre di gemme, frutti, noci e insetti.

## Conservazione
Le notizie inerenti a questa specie sono così poche che la IUCN la inserisce tra quelle a status indeterminato.